# حمحمية
البوراجينية أو الحِمْحِمية أو الحمحميات (الاسم العلمي: Boraginaceae) هي فصيلة من النباتات تتبع طبقة النجمياوايات من طائفة ثنائيات الفلقة. تضم 146 جنساً تشمل حوالي 2000 نوع من الشجيرات والأشجار والحشائش مثل نبات أذن الفأر (باللاتينية: Myosotis) و زهرة الأفعى لسان الحملية وأبو العرق والجمية.

## أسر
- الحمحماوات
- السبستاناوات
- المقيفاوات
- زهراوات الأحراج
- رقيباوات الشمس
- اللينواوات

## أجناس
- الحمحم (باللاتينية: Borago) وهو الجنس النموذجي للفصيلة
- أذن الفأر (باللاتينية: Myosotis)
- الحراق (باللاتينية: Trichodesma)
- رقيب الشمس (باللاتينية: Heliotropium)
- الرندرة (باللاتينية: Rindera)
- الروشيليا (باللاتينية: Rochelia)
- زهرة الأفعى أو الكحل (باللاتينية: Echium)
- السبستان أو الدبق أو الغرف (باللاتينية: Cordia)
- شجرة الأرنب (باللاتينية: Arnebia)
- الكحلاء (باللاتينية: Alkanna)
- لسان الثور (باللاتينية: Anchusa)
- لسان الكلب (باللاتينية: Cynoglossum)